# M/S Rospiggen II
M/S Rospiggen II var ett passagerarfartyg som mellan 1962 och 1963 gick på färjelinjen Eckerö–Grisslehamn, då ägd av Eckerölinjen.
Fartyget bygges 1943 i USA som USS YMS-167 (kort för "Yard Minesweeper 167") av Datchet Carter Shipsbuilding Corp i Benton Harbour, för att levereras till USA:s flotta som minsvepare. Skeppet överfördes senare under samma år till Royal Navy, och fick då beteckningen BYMS-167 (kort för "BYMS class minesweeper 167"). År 1948 köptes hon av Möre og Romsdals Fylkebåtar och döptes om till Valldal, och sattes efter ombyggnad in i trafik i regionen Möre och Romsdal. Därefter såldes fartyget till Rederi Ab Skärgårdstrafik och trafikerade rutter i åländska skärgården under namnet Skärgårdsfärjan, för att sedan under namnet M/S Rospiggen II nyttjas i trafik av Eckerölinjen. År 1972 såldes hon vidare till C.R. Lines S.A. i Panama och döptes om till Compass Rose 3.
Fartyget sjönk 7 april 1975 utanför Skottland.

## Fartygsdata
- Dimensioner: 43,00 × 7,90 × 2,70 meter
- Bruttoton: 332 brt
- Makineri: Två dieselmotorer från General Motors
- Effekt: 1040 hästkrafter
- Maximalt antal passagerare: 118
- Maximalt antal bilar: 12